# Fosfohedifana
La fosfohedifana és un mineral de la classe dels fosfats, que pertany al grup de l'hedifana. Rep el seu nom per la seva relació amb l'hedifana i pel seu contingut en fosfat.

## Característiques
La fosfohedifana és un fosfat de fórmula química Ca₂Pb₃(PO₄)₃Cl. Va ser aprovada com a espècie vàlida per l'Associació Mineralògica Internacional l'any 2005. Cristal·litza en el sistema hexagonal. La seva duresa a l'escala de Mohs és 4. És l'anàleg amb fosfat de l'hedifana, l'anàleg amb Pb₃Ca₂ de la piromorfita i l'anàleg amb clor de la fluorfosfohedifana.
Segons la classificació de Nickel-Strunz pertany a «08.BN - Fosfats, etc. amb anions addicionals, sense H₂O, només amb cations de mida gran, (OH, etc.):RO₄ = 0,33:1» juntament amb els següents minerals: aradita, magganasita, fluorpiromorfita, fluorsigaiïta, fluoralforsita, alforsita, belovita-(Ce), clorapatita, mimetita-M, johnbaumita-M, fluorapatita, hedifana, hidroxilapatita, johnbaumita, mimetita, morelandita, piromorfita, fluorstrofita, svabita, turneaureïta, vanadinita, belovita-(La), deloneïta, fluorcafita, kuannersuïta-(Ce), hidroxilapatita-M, hidroxilpiromorfita, estronadelfita, fluorfosfohedifana, carlgieseckeïta-(Nd), vanackerita, miyahisaïta, pieczkaïta, hidroxilhedifana, pliniusita, parafiniukita, arctita, krügerita i goryainovita.

## Formació i jaciments
Va ser descoberta a la mina Capitana, a la província de Copiapó (Regió d'Atacama, Xile).
Als territoris de parla catalana ha estat descrita, per exemple, a la mina “Vigilada” de Bonmatí, a les mines de Vallclara de Sant Fost de Campsentelles o a la mina Pepita de Mont-ras.